# Navadevata
Le Navadevata est un yantra utilisé dans le jaïnisme par la branche digambara. En fait il s'agit d'un dessin d'un lotus à huit pétales. Dans la branche shvetambara, l'équivalent est le siddhachakra. Le terme lotus est utilisé mais le mot: roue, ou chakra contenant huit pétales peut être aussi une description. Le Navadevata sert lors de certains rituels afin de brûler son karma par la prière, et, la récitation de mantra comme le Namaskara mantra. Il est censé être dessiné avec les cinq Êtres Suprêmes; mais peut contenir des symboles plus complexes comme des chefs d'ordre de moines-ascètes décédés: les acharyas ou l'image d'un Maître Éveillé, un Tirthankara.